# Воденски воден музей
Воденският воден музей (на гръцки: Μουσείο Νερού Έδεσσας) е етнографски открит музей в град Воден (Едеса), Гърция.

## История
Благодарение на изобилието от води от река Вода, до към началото на XX век във Воден има много работилници, използващи водна тяга. През 1991 година община Воден решава да консервира и превърне зоната на водениците в открит музей и зона за отдих. Музеят е разположен в северната част на традиционния квартал Вароша и в западната част на Парка с водопадите. Музеят отваря врати през 2000 година и има за цел да запознае посетителите с историята на използването на водната тяга в града от прединдустриални времена до началото на XX век.
В зоната на музея са разположени две брашнени воденици с машини за смилане, воденица и сусамова мелница с оборудването им и способни да работят. Това са възстановени сгради, съдържащи автентични машини, които се използват до средата на 60-те години на XX век. Посетителите могат да видят как се обработват брашното и сусамът. В една от мелниците има и аквариум с риба от Владовското езеро по горното течение на Вода.
На територията на музея има и няколко магазини, многофункционална зала, зона за отдих и открито кино. В района има много водни канали.
- Производствената част на въжарницата
- Производствената част на въжарницата
- Задвижвани с вода механизми
- Експонати
- Експонати
- Експонати